# Chaetoria stylata
Chaetoria stylata là một loài ruồi trong họ Tachinidae.